# Großdubrau
Großdubrau (en sorabe: Wulka Dubrawa) est une commune de Saxe (Allemagne), située dans l'arrondissement de Bautzen, dans le district de Dresde. Sa population était de 4 248 habitants au 31 décembre 2018.

## Économie
L'économie locale est sérieusement touchée par la liquidation de l'usine de céramique au début des années 1990, malgré la candidature de repreneurs

## Politique
Le parti d’extrême droite AFD obtient plus de 45 % des voix lors des élections régionales de septembre 2019. Un résultat qui s'expliquerait, selon le SPD local, par l'augmentation de la précarité des salariés.